# Bisbat de Teramo-Atri

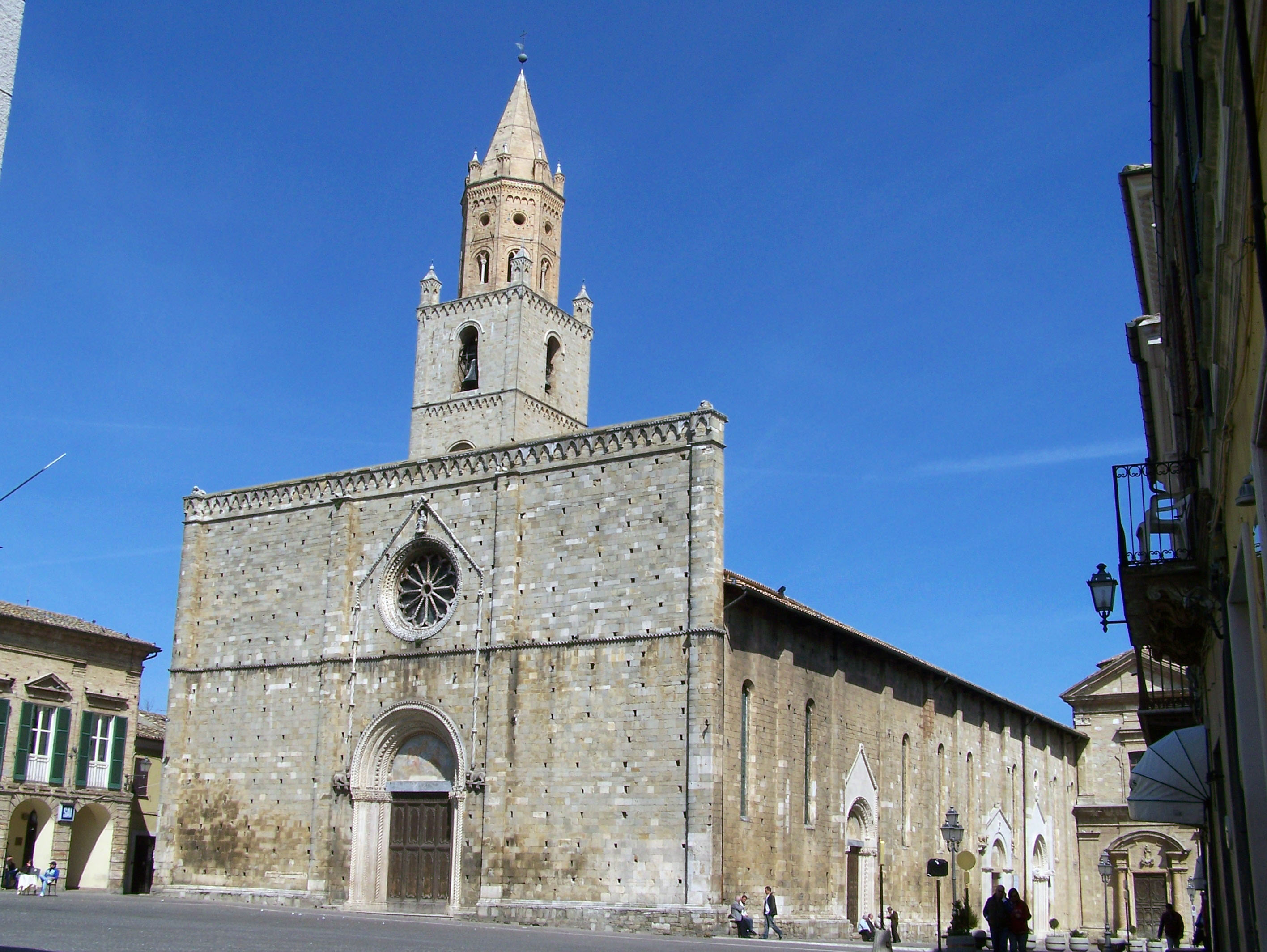
La Basílica Cocatedral d'Atri

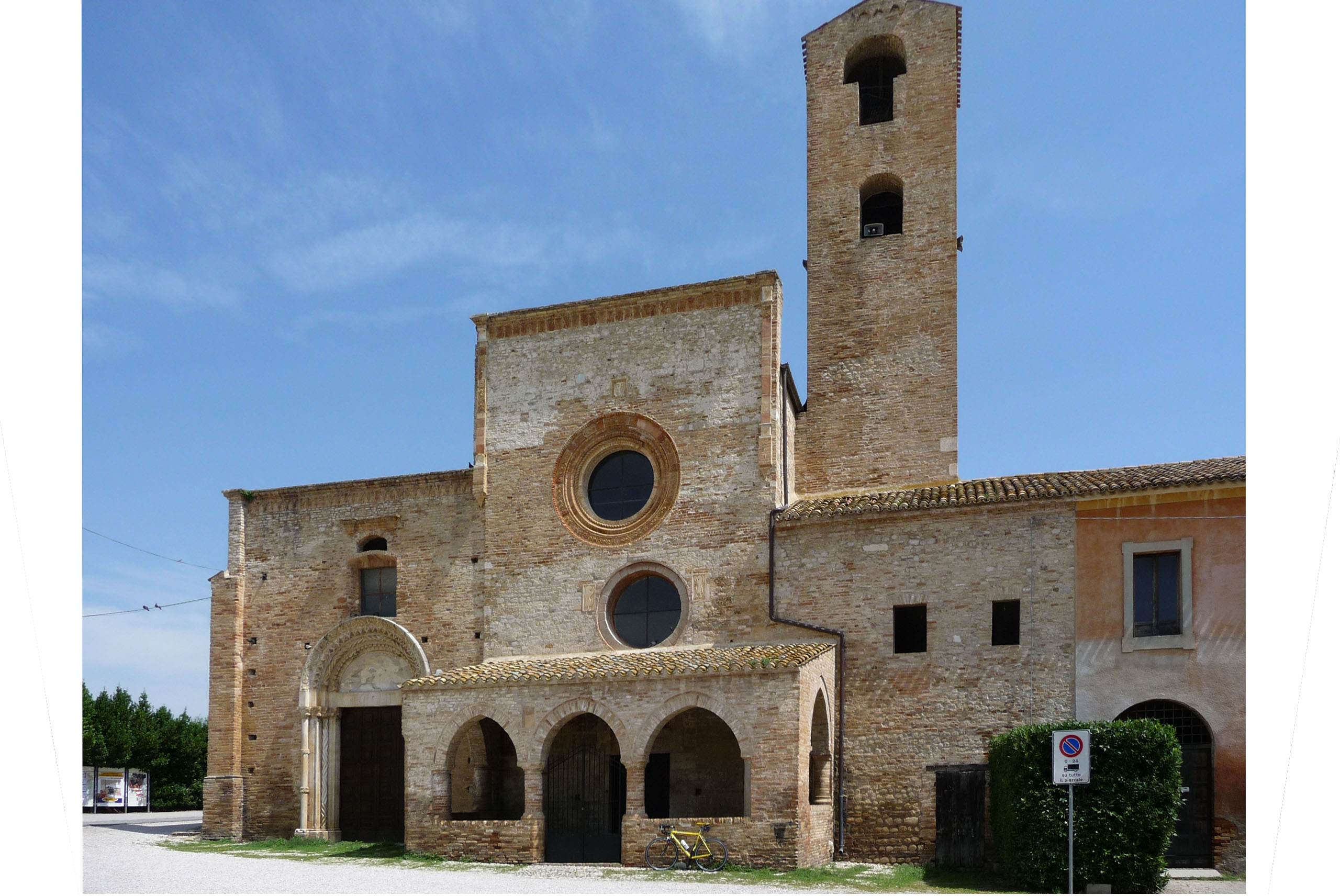
L'església abacial de Santa Maria di Propezzano

El bisbat de Teramo-Atri (italià: diocesi di Teramo-Atri; llatí: Dioecesis Aprutina seu Teramensis-Hatriensis seu Atriensis) és una seu de l'Església catòlica, sufragània de l'arquebisbat de Pescara-Penne, que pertany a la regió eclesiàstica Abruços-Molise. El 2010 tenia 240.000 batejats d'un total de 248.000 habitants. Actualment està regida pel bisbe Michele Seccia.
En són patrons sant Berardo (per Teramo) i Santa Reparata (per Atri).

## Territori
El territori de la diòcesi comprèn 125 parròquies distribuïdes en 37 municipis de la província de Teramo: Alba Adriatica, Atri, Basciano, Bellante, Canzano, Castellalto, Castelli, Colledara, Civitella del Tronto, Controguerra, Corropoli, Cortino, Crognaleto, Fano Adriano, Giulianova, Isola del Gran Sasso d'Italia, Montorio al Vomano, Morro d'Oro, Mosciano Sant'Angelo, Nereto, Notaresco, Pietracamela, Pineto, Roseto degli Abruzzi, Sant'Omero, Silvi, Teramo, Torano Nuovo i Tossicia.
La seu episcopal és la ciutat de Teramo, on es troba la catedral de Santa Maria Assunta, que va ser reconstruïda sobre el lloc d'una catedral prèvia destruïda, pel bisbe Guido II i consagrada el 1176. A Atri es troba la cocatedral de Santa Maria Assunta, citada per primera vegada a una butlla el 1140 pel Papa Innocenci III.
Les parròquies estan agrupades en 10 arxiprestats: Teramo, Atri, Campli, Giulianova, Isola del Gran Sasso d'Italia, Montorio al Vomano, Nereto, Roseto degli Abruzzi, Sant'Atto i Torricella Sicura.

## Història

### Atri
article principal: Arxidiòcesi de Pescara-Penne
Atri va ser elevada a seu episcopal l'1 d'abril de 1251 i menys d'un any després, el 15 de març de 1252, es va unir aeque principaliter a la diòcesi de Penne mitjançant la butlla Licet ea del Papa Innocenci IV. La diòcesi estava immediatament subjecta a la Santa Seu.

### Teramo
Segons la tradició, la diòcesi de Teramo va ser erigida per Sant Pere, però el més probable es va originar entre els segles II i V. El primer esment de la diòcesi de Teramo històricament documentat és en una carta de Gregori el Gran del 598, que manava al bisbe Passivo de Fermo que visités la diòcesi de Teramo, que havia quedat vacant. El mateix Papa al 601 designava a Opportuno com a bisbe diocesà, sent el primer bisbe conegut de la dioecesis Aprutina.
Entre els principals bisbes de Teramo es recorda a Sant Berardo, ara patró de la ciutat i de la diòcesi. Al segle xii, un conflicte fronterer amb els bisbes diocesans d'Ascoli Piceno es va resoldre amb una butlla d'Anastasi IV de 1153, amb la qual es recorda que la jurisdicció episcopal del bisbe de Teramo s'estenia sobre la terra entre els rius Tronto i Vomano, les muntanyes de Laga i el mar Adriàtic.
El 1156 el bisbe Guido II va rebre del rei Guillem I de Sicília plens drets feudals sobre la ciutat de Teramo que havia ajudat a reconstruir i el títol de Príncep de Teramo. Aquest títol va ser heretat per tots els seus successors fins fa relativament poc.
A mitjans del segle xiii el bisbe Mattou I, capturat en una batuda dels ascolans, va ser alliberat per la intercessió del Papa Innocenci IV.
El 1586 Teramo va cedir una part del seu territori per a la creació de la diòcesi de Montalto. En 1604 es va retirar una altra part de la terra a favor de la recentment erigida diòcesi de Campli. També des de 1530 a 1795 Santa Maria Propezzano i Sant'Angelo in Mosciano es van erigir en abadies nullius dioecesis amb jurisdicció sobre Morro d'Oro, Mosciano Sant'Angelo i Notaresco.
El 27 de juny de 1818, després del concordat entre la Santa Seu i el Regne de les Dues Sicílies, amb la butlla De utiliori del Papa Pius VII la diòcesi de Teramo s'amplià, incorporant el territori de la diòcesi suprimida de Campli.

### Teramo-Atri
L'1 de juliol de 1949 sota la butlla Dioecesium circumscriptiones del Papa Pius XII es va dissoldre la unió entre Atri i Penne i la diòcesi d'Atri es va unir aeque principaliter a Teramo: el bisbe de Teramo, Gilla Vincenzo Gremigni, va esdevenir cap de les diòcesis unides de Teramo i Atri, sempre subjectes a la Santa Seu. A l'any següent Teramo incorporà al seu territori 27 parròquies de la diòcesi de Pescara-Penne, corresponents als municipis de Castelli, Isola del Gran Sasso, Tossicia i Colledara.
El 2 de març de 1982 les dues diòcesis es van convertir en part de la nova província eclesiàstica de l'arxidiòcesi de Pescara-Penne.
El 30 de setembre de 1986, sent bisbe Abele Conigli, amb el decret Instantibus votis de la Congregació per als Bisbes, les diòcesis es van unir en forma completa (plena unione) assumint el seu nom actual.

## Cronologia episcopal

### Bisbes d'Atri
vegeu: Arxidiòcesi de Pescara-Penne

### Bisbes de Teramo
- Opportuno † (601 - ?)
- Bonifacio † (?)
- Lucio Aprutino † (?)
- Eleuterio † (?)
- Benedetto † (?)
- Gisulfo † (?)
- Deodato † (?)
- Parmione Interamnense † (?)
- Eraclio †
- Paolo Petito † (citat el 798)
- Giovanni I † (citat el 804)
- Adalberto † (citat el 865)
- Sigismondo † (citat el 844)
- Geremia † (citat el 855)
- Giovanni II † (inicis de 874/879 - finals de 886)
- Ruggiero I † (citat el 887)
- Giovanni III ? † (inicis de891 - finals de 926)
- Landolfo † (inicis de 940 o 948 - finals de 960)
- Pietro I † (citat el 976)
- Pietro II † (citat el 990)
- Sansone † (citat el 1000)
- Sugerio † (citat el 1046)
- Pietro III † (citat el 1056)
- Ugone † (citat el 1086)
- Guido I † (citat el 1100)
- Uberto † (citat el 1103)
- San Berardo di Pagliara, O.S.B. † (1110 - 19 de desembre de 1122 mort)
- Guido II † (1123 - 1170 mort)
- Dionisio † (1170 - 1174 nomenat arquebisbe de Amalfi)
- Attone I † (1174 - 1203 mort)
- Sasso † (1205 - 1221 mort)
- Attone II † (1221 - ?)
- Pietro IV † (1229 - ?)
- Silvestro † (1232 - 1235 mort)
- Attone III † (1236 - 1249 mort)
- Matteo de Balato † (31 de desembre de 1252 - 1267 mort)
  - Matteo de Barili † (1260 - ?) (antibisbe)
- Gentile da Sulmona † (23 d'agost de 1267 - ?)
- Rainaldo de Barili † (18 de juliol de 1272 - ? mort)
- Ruggiero II † (16 de novembre de 1282 - ? mort)
- Francesco † (12 de desembre de 1295 - ?)
- Rainaldo di Acquaviva † (6 de novembre de 1301 - ? mort)
- Niccolò degli Arcioni † (27 de juny de 1317 - 1355 mort)
- Stefano di Teramo † (31 de juliol de 1355 - ? mort)
- Pietro de Valle † (20 de desembre de 1363 - ? mort)
- Corrado de' Melatino † (27 de març de 1396 - 1405 mort)
  - Antonio Melatino † (19 de novembre de 1405 - 1407) (administrador apostòlic)
- Marino de Tocco † (14 de febrer de 1407 - 1412 deposat)
- Stefano da Carrara † (3 d'octubre de 1412 - 29 d'octubre de 1427 nomenat bisbe de Tricarico)
- Benedetto Guidalotti † (29 d'octubre de 1427 - 7 de gener de 1429 nomenat bisbe de Recanati i Macerata)
- Giacomo Cerretani † (7 de gener de 1429 - ? mort)
- Mansueto Sforza degli Attendoli † (1441 - ?)
- Francesco Monaldeschi † (6 de setembre de 1443 - 25 de setembre de 1450 nomenat bisbe d'Ascoli Piceno)
- Beato Antonio Fatati † (6 de novembre de 1450 - 1460 nomenat bisbe auxiliar de Siena)
- Giovanni Antonio Campano † (23 de maig de 1463 - 15 de juliol de 1477 mort)
- Francesco Pietro Luca di Gerona, O.P. † (27 de novembre de 1477 - 7 de juliol de 1477 mort)
- Pietro Minutolo † (3 de juny de 1478 - 2 de desembre de 1478 mort)
- Francesco de Perez † (9 d'octubre de 1479 - 26 de gener de 1489 nomenat arquebisbe de Tàrent)
  - Giovanni Battista Petrucci † (26 de gener de 1489 - 18 d'octubre de 1493 dimití o nomenat bisbe de Caserta) (administrador apostòlic)
- Filippo Porcelli † (18 d'octubre de 1493 - 1517 mort)
- Camillo Porzj † (4 de maig de 1517 - 1522 mort)
- Francesco Cherigatto † (7 de setembre de 1522 - de novembre de 1539 mort)
- Bartolomeo Guidiccioni † (12 de desembre de 1539 - 22 de març de 1542 dimití)
- Bernardino Silverii-Piccolomini † (19 d'abril de 1542 - 13 d'abril de 1545 nomenat arquebisbe de Sorrento)
  - Giacomo Savelli † (13 d'abril de 1545 - 26 de maig de 1546 dimití) (administrador apostòlic)
- Giovanni Giacomo Barba, O.E.S.A. † (26 de maig de 1546 - 3 de juliol de 1553 nomenat bisbe de Terni)
- Giacomo Silverii-Piccolomini † (30 d'agost de 1553 - 26 de setembre de 1581 mort)
- Giulio Ricci † (13 de novembre de 1581 - 3 de juliol de 1592 mort)
- Vincenzo Bugiatti da Montesanto, O.P. † (23 d'octubre de 1592 - 6 de gener de 1609 mort)
- Giambattista Visconti, O.E.S.A. † (16 de març de 1609 - 11 de maig de 1638 mort)
- Girolamo Figini-Oddi † (9 de febrer de 1639 - 24 d'agost de 1659 mort)
- Angelo Mausoni † (10 de novembre de 1659 - 4 de setembre de 1665 mort)
- Filippo Monti † (11 de gener de 1666 - 2 de juny de 1670 nomenat bisbe d'Ascoli Piceno)
- Giuseppe Armenj † (28 de juliol de 1670 - 25 de maig de 1693 mort)
- Leonardo Cassiani † (24 d'agost de 1693 - 5 de novembre de 1715 mort)
- Giuseppe Riganti † (29 de març de 1719 - 3 de novembre de 1720 mort)
- Francesco Maria Tansj † (16 de juliol de 1721 - 18 de juliol de 1723 mort)
- Pietro Agostino Scorza † (12 de juny de 1724 - 9 d'abril de 1731 nomenat arquebisbe d'Amalfi)
- Tommaso Alessio de' Rossi † (9 d'abril de 1731 - 6 de gener de 1749 mort)
- Panfilo Antonio Mazzara † (21 d'abril de 1749 - 30 d'agost de 1766 mort)
- Ignazio Andrea Sambiase, C.R. † (16 de febrer de 1767 - 16 de desembre de 1776 nomenat arquebisbe de Conza)
- Luigi Maria Pirelli, C.R. † (17 de febrer de 1777 - 29 d'octubre de 1804 nomenat arquebisbe de Trani)
- Francesco Antonio Nanni, C.M. † (26 de juny de 1805 - 8 de març de 1822 dimití)
- Giuseppe Maria Pezzella, O.S.A. † (24 de novembre de 1823 - 18 de juny de 1828 dimití)
- Alessandro Berettini † (5 de juliol de 1830 - 29 d'octubre de 1849 mort)
- Pasquale Taccone † (30 de setembre de 1850 - 20 d'octubre de 1856 mort)
- Michele Milella, O.P. † (20 de juny de 1859 - 2 d'abril de 1888 mort)
- Francesco Trotta † (1 de juny de 1888 - de gener de 1902 dimití)
- Alessandro Beniamino Zanecchia-Ginnetti, O.C.D. † (13 de juliol de 1902 - 21 de febrer de 1920 mort)
- Settimio Quadraroli † (26 d'agost de 1921 - 4 d'agost de 1927 mort)
- Antonio Micozzi † (23 de desembre de 1927 - 4 de setembre de 1944 mort)
- Gilla Vincenzo Gremigni, M.S.C. † (18 de gener de 1945 - 1 de juliol de 1949 nomenat bisbe de Teramo i Atri)

### Bisbes de Teramo e Atri
- Gilla Vincenzo Gremigni, M.S.C. † (1 de juliol de 1949 - 29 de juny de 1951 nomenat bisbe de Novara)
- Stanislao Amilcare Battistelli, C.P. † (14 de febrer de 1952 - 22 de febrer de 1967 jubilat)
- Abele Conigli † (16 de febrer de 1967 - 30 de setembre de 1986 nomenat bisbe de Teramo-Atri)

### Bisbes de Teramo-Atri
- Abele Conigli † (30 de setembre de 1986 - 31 de desembre de 1988 jubilat)
- Antonio Nuzzi (31 de desembre de 1988 - 24 d'agost de 2002 jubilat)
- Vincenzo D'Addario † (24 d'agost de 2002 - 1 de desembre de 2005 mort)
- Michele Seccia, des del 24 de juny de 2006

## Estadístiques
A finals del 2010, la diòcesi tenia 240.000 batejats sobre una població de 248.000 persones, equivalent al 96,8% del total.

| any  | població | població | població | sacerdots | sacerdots       | sacerdots       | sacerdots             | diaques | religiosos | religiosos | parroquies |
| ---- | -------- | -------- | -------- | --------- | --------------- | --------------- | --------------------- | ------- | ---------- | ---------- | ---------- |
| any  | batejats | total    | %        | total     | clergat secular | clergat regular | batejats por sacerdot | diaques | homes      | dones      |            |
| 1950 | 202.002  | 202.230  | 99,9     | 217       | 179             | 38              | 930                   |         | 61         | 231        | 165        |
| 1969 | 211.036  | 213.741  | 98,7     | 236       | 161             | 75              | 894                   |         | 135        | 294        | 121        |
| 1980 | 223.000  | 225.000  | 99,1     | 229       | 145             | 84              | 973                   | 1       | 94         | 288        | 175        |
| 1990 | 237.000  | 239.000  | 99,2     | 177       | 120             | 57              | 1.338                 | 9       | 62         | 168        | 187        |
| 1999 | 240.000  | 248.000  | 96,8     | 193       | 123             | 70              | 1.243                 | 5       | 74         | 168        | 207        |
| 2000 | 240.000  | 248.000  | 96,8     | 190       | 120             | 70              | 1.263                 | 12      | 74         | 168        | 187        |
| 2001 | 240.000  | 248.000  | 96,8     | 190       | 120             | 70              | 1.263                 | 12      | 74         | 168        | 187        |
| 2002 | 240.000  | 248.000  | 96,8     | 186       | 116             | 70              | 1.290                 | 12      | 74         | 168        | 187        |
| 2003 | 240.000  | 248.000  | 96,8     | 186       | 116             | 70              | 1.290                 | 11      | 74         | 168        | 187        |
| 2004 | 240.000  | 248.000  | 96,8     | 186       | 116             | 70              | 1.290                 | 11      | 73         | 168        | 187        |
| 2010 | 240.000  | 248.000  | 96,8     | 199       | 121             | 78              | 1.206                 | 11      | 84         | 177        | 187        |